# Rakhshān Banietemad
Rakhshān Banietemad (persa: رخشان بنی‌اعتماد; nascuda el 3 d'abril de 1954 a Teheran) és una directora de cinema i guionista iraniana elogiada per la crítica internacional. El títol de "Primera Dama del cinema iranià" no només és una referència al seu protagonisme com a cineasta, sinó que també connota el seu paper social de fusionar la política i la família en el seu treball. El seu estil característic se centra en un personatge que representa una part de la societat per explorar-la mentre es manté objectivament neutral. El primer període de l'activitat cinematogràfica de Banietemad neix de l'humor negre. Tot i això, el segon període de la seva obra deixa pas a pel·lícules serioses i influents, i s'aborden temes més profunds i amplis. Banietemad té una visió més realista de la vida.
Sobresurt en la representació de situacions contemporànies, sovint sobre els rols canviants de les dones, però també cobreix un ampli espectre de qüestions socials, com ara la guerra, la pobresa, l'abús domèstic i la mobilitat de classe. Els personatges de Banietemad encarnen una sensació de nostàlgia en què dones com Tooba (Golab Adineh), Nobar (Fatemah Motamed-Aria) i Sara (Baran Kosari) s'han convertit en emblemàtiques. Tanmateix, en revisar aquests personatges, es reescriuenn amb el present de l'Iran. La història oral de les pel·lícules de Rakhshan Banietemad ofereix una visió rica del cinema i la cultura iranians durant gairebé tres dècades.
En les primeres etapes de la seva carrera, els documentals van ser la seva forma dominant de fer cinema. Fins i tot després d'haver guanyat l'estima internacional per les seves obres dramàtiques, va continuar fent documentals amb un gran èxit. Ruz-egar-e ma (2002), per exemple, va ser el primer documental que es va estrenar a les sales de cinema a l'Iran. Va ser emès a la cadena de televisió francoalemanya Arte i projectat en festivals com el Festival Internacional de Cinema Documental d'Amsterdam i el Festival de Cinema de Sundance. Ella assegura que "mai ha acabat amb la forta connexió que sempre ha sentit amb els documentals".